# Надврело
Надврело је насељено мјесто у општини Грачац, југоисточна Лика, Република Хрватска.

## Географија
Надврело је удаљено око 24 км југоисточно од Грачаца.

## Историја
Надврело се од распада Југославије до августа 1995. године налазило у Републици Српској Крајини.

## Становништво
Према попису из 1991. у селу је живело 57 становника, од којих су сви били Срби. Према попису становништва из 2011. године, насеље Надврело је имало само једног становника.
| Националност       | 1991. | 1981. | 1971. | 1961. |
| Срби               | 57    | 69    | 98    | 137   |
| Хрвати             |       |       | 1     | 6     |
| остали и непознато |       |       |       |       |
| Укупно             | 57    | 69    | 99    | 143   |

| Демографија | Демографија | Демографија |
| Година      | Становника  | Становника  |
| ----------- | ----------- | ----------- |
| 1961.       | 143         |             |
| 1971.       | 99          |             |
| 1981.       | 69          |             |
| 1991.       | 57          |             |
| 2001.       | 4           |             |
| 2011.       |             | 1           |